# Henry Heimlich
Henry Judah Heimlich (Wilmington, 3 februari 1920 – Cincinnati, 17 december 2016) was een Joods-Amerikaans arts die vooral bekend is geworden door de naar hem genoemde heimlichmanoeuvre die hij in 1974 uitvond om een verstikkend obstakel uit de bovenste luchtwegen te verwijderen. Zijn latere claims dat aids, kanker en de ziekte van Lyme te genezen zouden zijn met behulp van met malaria besmet bloed zijn bijzonder controversieel, net als zijn claims dat de heimlichmanoeuvre kan worden toegepast om drenkelingen te redden, astma-aanvallen te stoppen en cystische fibrose te genezen. In 2016 kwam hij in het nieuws, omdat hij op 96-jarige leeftijd een vrouw met deze techniek het leven gered zou hebben.
In 2002 begon zijn zoon Peter Heimlich samen met zijn vrouw een onderzoek naar de carrière van zijn vader. Zij ontdekten dat Henry Heimlich casussen vervalste om de indruk te wekken dat de heimlichmanoeuvre met succes kon worden toegepast op drenkelingen. Daarnaast vonden zij aanwijzingen dat niet Henry Heimlich de bedenker is van wat nu bekendstaat als de heimlichmanoeuvre.